# Samuel Egerton Brydges
Samuel Egerton Brydges, 1. baronet of Denton Court (ur. 30 listopada 1762, zm. 8 września 1837 w Genewie) – angielski bibliograf, historyk literatury, literat i bibliofil; polityk, w latach 1812-1818 deputowany do angielskiej Izby Gmin z okręgu Maidstone (obecnie Maidstone and The Weald).
Uczył się w znanych Maidstone Grammar School w Maidstone i The King’s School w Canterbury. W 1780 r. został przyjęty do Queens’ College na Uniwersytecie Cambridge , jednak ostatecznie nie uzyskał stopnia naukowego. W 1787 r. został członkiem korporacji prawniczej Middle Temple.
Był autorem rozległych opracowań bibliograficznych (m.in. Censura Literaria, Titles and Opinions of Old English Books; 10 tomów, 1805-1809) oraz szeregu krytycznych wydań dzieł dawnych autorów angielskich, m.in. Theatrum Poetarum Anglicanorum Edwarda Phillipsa (1800), Peerage of England Arthura Collinsa (9 tomów, 1812) i innych twórców epoki elżbietańskiej. Sam pisał również poezje i nowele, jednak o miernej wartości literackiej i dziś już zupełnie zapomniane.
Był jednym z członków założycieli elitarnego klubu bibliofilów – Roxburghe Club.
Samuel Egerton Brydges pochodził ze starej rodziny szlacheckiej baronów i diuków Chandos, jednak ani jego bratu ani jemu samemu nie udało się odzyskać tytułu wygasłego w 1789 r. Godność baroneta (z tytułem of Denton Court) uzyskał 27 maja 1815 r.